# Język tai dam
Język tai dam (taj. ภาษาไทดำ pʰaːsaː tʰai dam, dosłownie „język Czarnych Tajów”; chiń. 傣担语 pinyin: Dǎidānyǔ) – język należący do grupy tajskiej, używany przez grupę etniczną Tai Dam zamieszkującą głównie Wietnam (700 tysięcy), a także Laos (65 tys.), południowe Chiny (10 tys.) i Tajlandię (700 osób). Język ten posiada własny system pisma, tzw. pismo tai dam, w Wietnamie nazywane Chữ Thái Việt.